# Atheta pugnans
Atheta pugnans är en skalbaggsart som beskrevs av Adelbert Fenyes 1920. Atheta pugnans ingår i släktet Atheta och familjen kortvingar. Inga underarter finns listade i Catalogue of Life.